# Universidad Católica del Trópico Seco
La Universidad Católica del Trópico Seco UCATSE fue una casa de estudios superiores privada ubicada en el departamento de Estelí, Nicaragua. Fue la primera alma mater fundada en este departamento y la más importante de la región norte del país. Era dirigida por el la diócesis de Estelí y el Consejo Nacional de Universidades y su lema es Deus-Homo-Scientia. Fue fundadora, junto con otras 5 universidades del Consejo Nacional de Universidades de Nicaragua.

## Historia

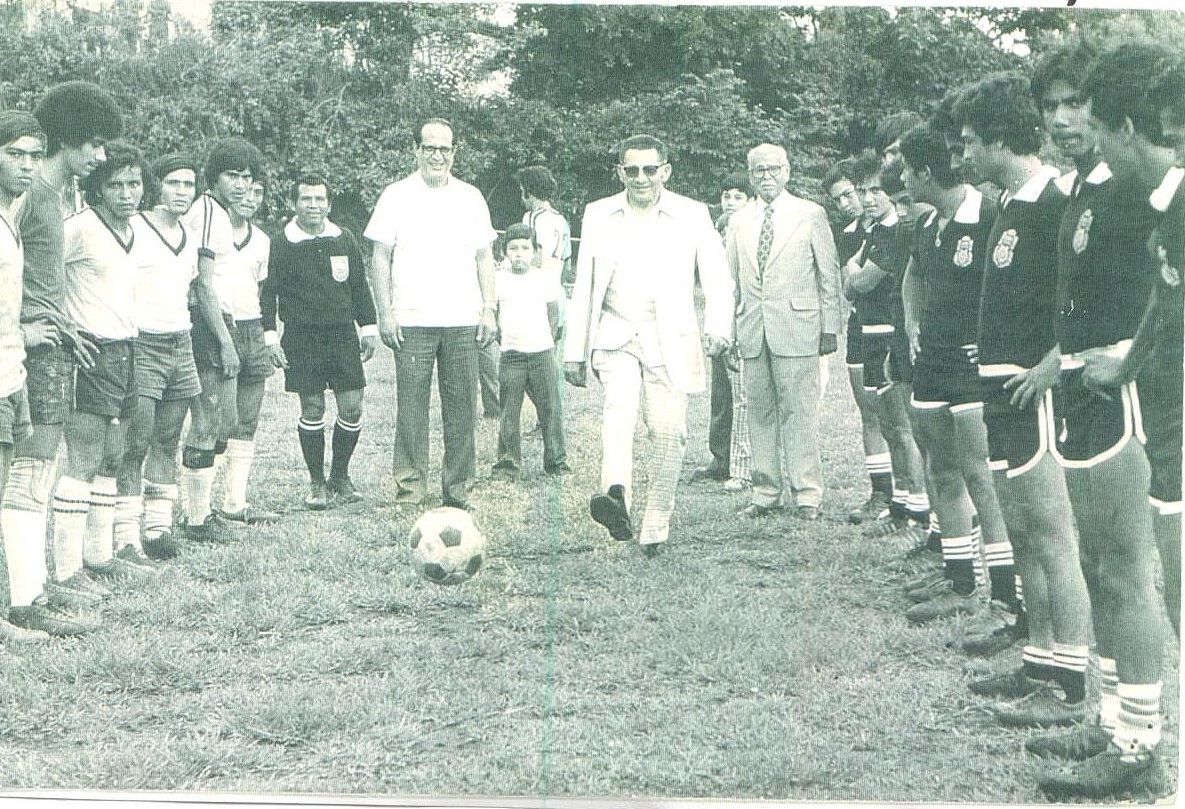
Pbro. Francisco Luis Espinoza

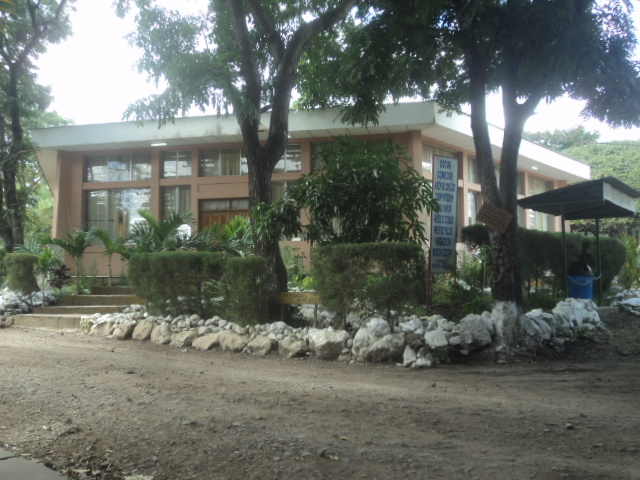
Salón Multiusos de UCATSE

Los antecedentes de la universidad se remontan a la anterior Escuela de Agricultura y Ganadería de Estelí (EAGE), en ese entonces llamado Liceo Agrícola. 
En 1974 comienza a funcionar el Centro de Educación Integral Campesino (CEICA) con la función de dar cursillos de breve duración a campesinos de la zona y capacitarlos en técnicas agrícolas y construcciónes rurales. Para ese mismo año la EAGE ya alcanzaba un gran prestigio a nivel nacional e internacional, siendo la única Escuela en el Norte del país con perfil agropecuario.
A la muerte del Fundador y Director de la Escuela, pasa entonces la administración de EAGE a la congregación de los Hermanos Maristas, cuando estos rechazan la administración la ofrecen al obispado de Estelí por lo que se nombra un nuevo director el Pbro. Julio López.
A comienzos de 1981, los padres Jesuitas aceptaron la propuesta del obispado de Estelí de hacerse cargo de la administración , y es por decisión gubernamental que EAGE paso a integrarse en la Educación Superior a través del Consejo Nacional de Educación Superior. Al integrarse la EAGE al CNES, se lleva a cabo una transformación curricular y los egresados obtienen títulos de Técnico Superior en las especialidades de Agronomía y Zootecnia. En 1985 se agrega la carrera de Técnico Superior en Veterinaria brindándose estos estudios técnicos hasta 1990.
En 1998, la Diócesis de Estelí implementa un modelo educativo con tres enfoques: académico, productivo y espiritual, con el lema Dios–Hombre–Cosecha.
El Consejo Superior de la entonces Escuela de Agricultura y Ganadería de Estelí aprueba el cambio de razón social por la denominación con estatus Universitario de Universidad Católica del Trópico Seco de Estelí y reconocida con las siglas "UCATSE". Definiéndose en dos momentos: Uno en donde el Consejo Nacional de Universidades aprueba conforme la Ley No.89, la nueva categoría de Universidad (2002), y otro cuando la Asamblea Nacional por Decreto Resolutivo aprueba esta nueva razón social (diciembre/2003), y posteriormente se publica en La Gaceta Diario Oficial n.º 51 del 12 de marzo del 2004, el referido cambio de razón social y la reforma total de los estatutos que vienen dar seguridad jurídica, Institucional y Académica a la nueva organización Educativa, siempre sin fines de lucro, privada.
En 2003 inicia la Facultad de Ciencias Médicas con las carreras de Medicina Humana y Odontología y la Facultad de Teología y Humanidades con la Licenciatura en Sagrada Teología y Derecho. 
La universidad ha brindado la especialización Maestría en Desarrollo Rural con orientación en Agronegocios, diplomados en las temáticas de Producción de café de calidad con enfoque de sostenibilidad ambiental, social y económica; Buenas Prácticas Agrícolas y Buenas Prácticas de Manufactura con enfoque de Manejo Integrado de Plagas de Cultivos, y Fortalecimiento y actualización en Escuelas de campo como base para la toma de decisiones del manejo integral de finca. En el 2012, la UCATSE funcionó en el campus agroalimentario “San Isidro Labrador” y campus médico “San Lucas”, así como en el recinto “Nuestra Señora de La Merced” en El Jícaro, Nueva Segovia.

### Reconocimiento
UCATSE ganó prestigió internacional desde su fundación debido a que sus estudiantes eran procedentes de Centroamérica. En el país cuenta con gran prestigio. Actualmente la universidad gestiona la acreditación y reconocimiento pontificio.[cita requerida]

### Módulos de formación
Dispone a sus estudiantes los espacios para la práctica profesional:
- Módulo Porcino
- Módulo Cunícula
- Módulo de Acuaponía
- Módulo Apícola
- Vaqueriza y Finca Los Chilamates
- Módulo de Agroindustrial
- Módulo Agrícola
- Módulo Avícola
- Módulo de pastos
- Módulo Ovino-Caprino

Además de un Laboratorio general, Sala de computo, Biblioteca, un Centro de investigación en protección vegetal y un Centro de producción de Bioplaguicidas.
Universidad Nacional Francisco Luis Espinoza Pineda
En febrero del año 2022, la Asamblea Nacional de la República de Nicaragua, cancela la personeria jurídica de la UCATSE y otras cuatro universidades privadas basándose en el incumplimiento de la ley de personeria jurídica de la Constitución Política de Nicaragua. 
Posterior a esto, el Consejo Nacional de Universidades (CNU) emite un comunicado donde expresa que las universidades cuyas personerías jurídicas habían sido canceladas, continuarían sus labores educativas con el fin de que los estudiantes y personal administrativo continuarán en función de sus cargos en dichas universidades por ende asumiendo el CNU la administración de estas universidades. 
El 7 de febrero de 2022, la Asamblea Nacional de la República de Nicaragua aprueba la iniciativa de ley de fundación de universidades fundando así la Universidad Nacional Francisco Luis Espinoza Pineda, en sustitución de la Universidad Católica Agropecuaria del Trópico Seco, convirtiendo este centro de educación superior en una universidad pública donde los aranceles de pago son reducidos y es incluida dentro del 6% del presupuesto general de la República el cual está destinado a los centros de educación superior en Nicaragua.

## Facultades
La Universidad cuenta con tres facultades ubicadas en las afueras de la ciudad de Estelí:
- La Facultad de Ciencias Agropecuarias (FCA) Imparte las carreras de: Ingeniería Agropecuaria, Técnico Superior Agropecuario, Medicina Veterinaria y Zootecnia, Ingeniería en Agronegocios, Ingeniería Agroindustrial y Técnico Superior en Inglés.
- La Facultad de Ciencias Médicas (FCM)[2]  esta inaugurada en el año 2006 impartiendo las cátedras de Medicina Humana  y Odontología, convirtiéndose en la primera facultad de medicina en toda la región Norte del país.
- La Facultad de Humanidades (FH) imparte las carreras en Derecho con mención en derecho empresarial, Filosofía y Sagrada Teología.

## Convenios
- Universidad Don Bosco - El Salvador
- Cruz Roja/UCATSE
- Convenio de colaboración UCATSE/FUNICA
- Compromiso de colaboración CABI-PLANTWISE REDAF 2012-2015
- Convenio UCATSE/PNUD
- Convenio UCATSE/UNAN LEÓN
- Convenio de cooperación MINSA/UCATSE
- Convenio PROMIPAC/ZAMORANO
- Acuerdo FAO/UCATSE

## Galería

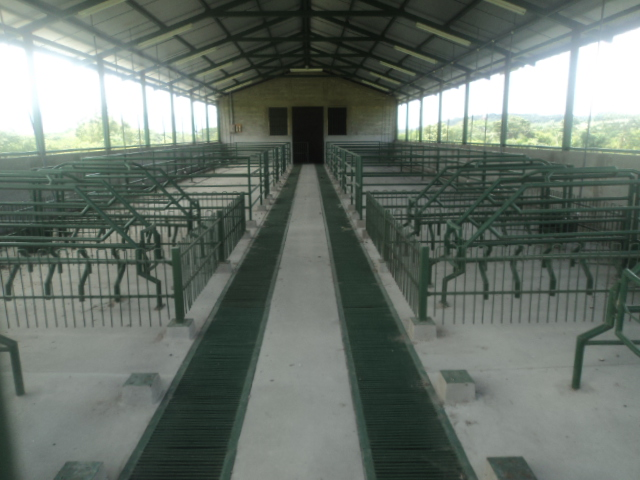
Módulo de crianza porcina.
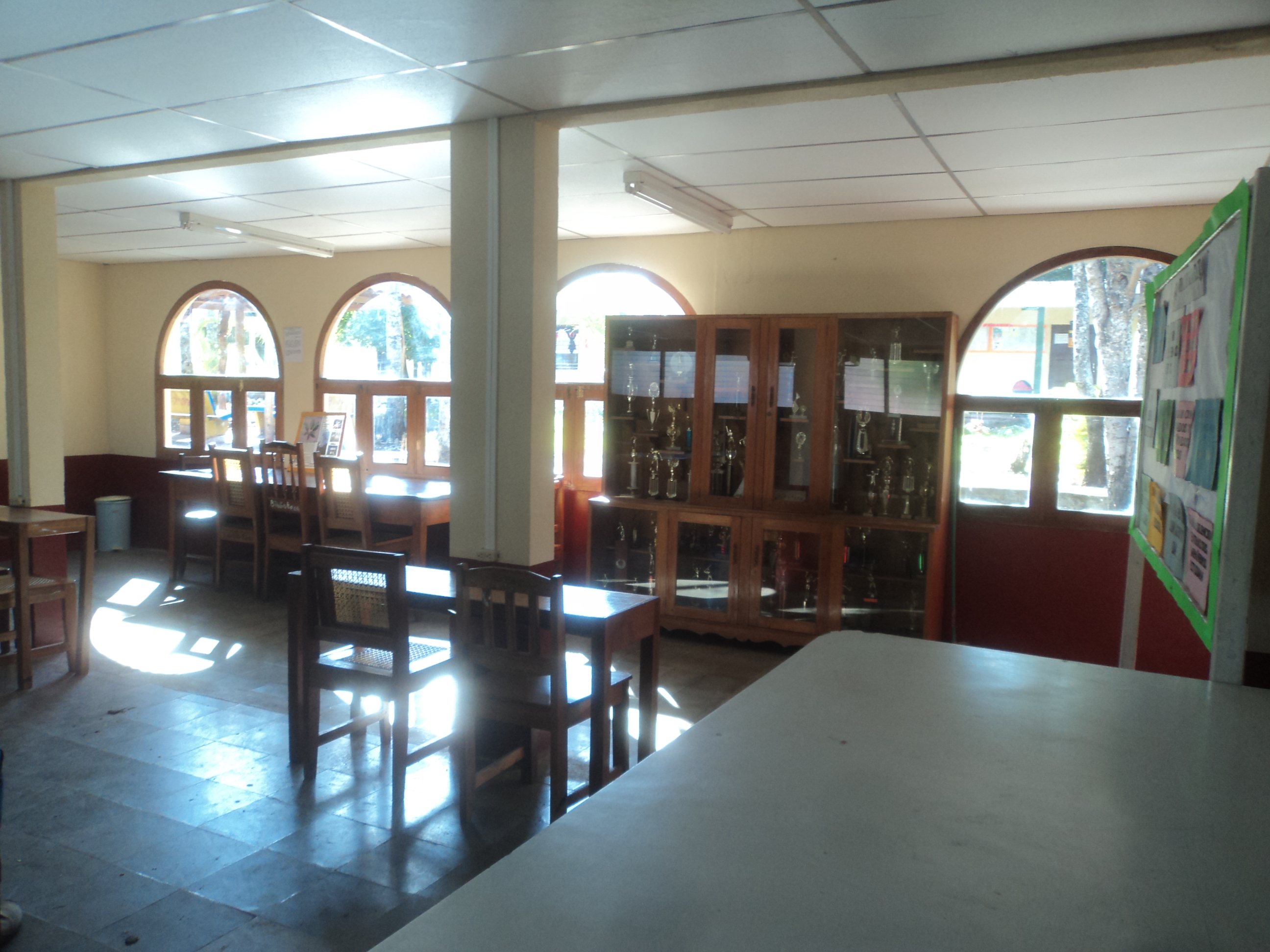
Biblioteca Juan Pablo II
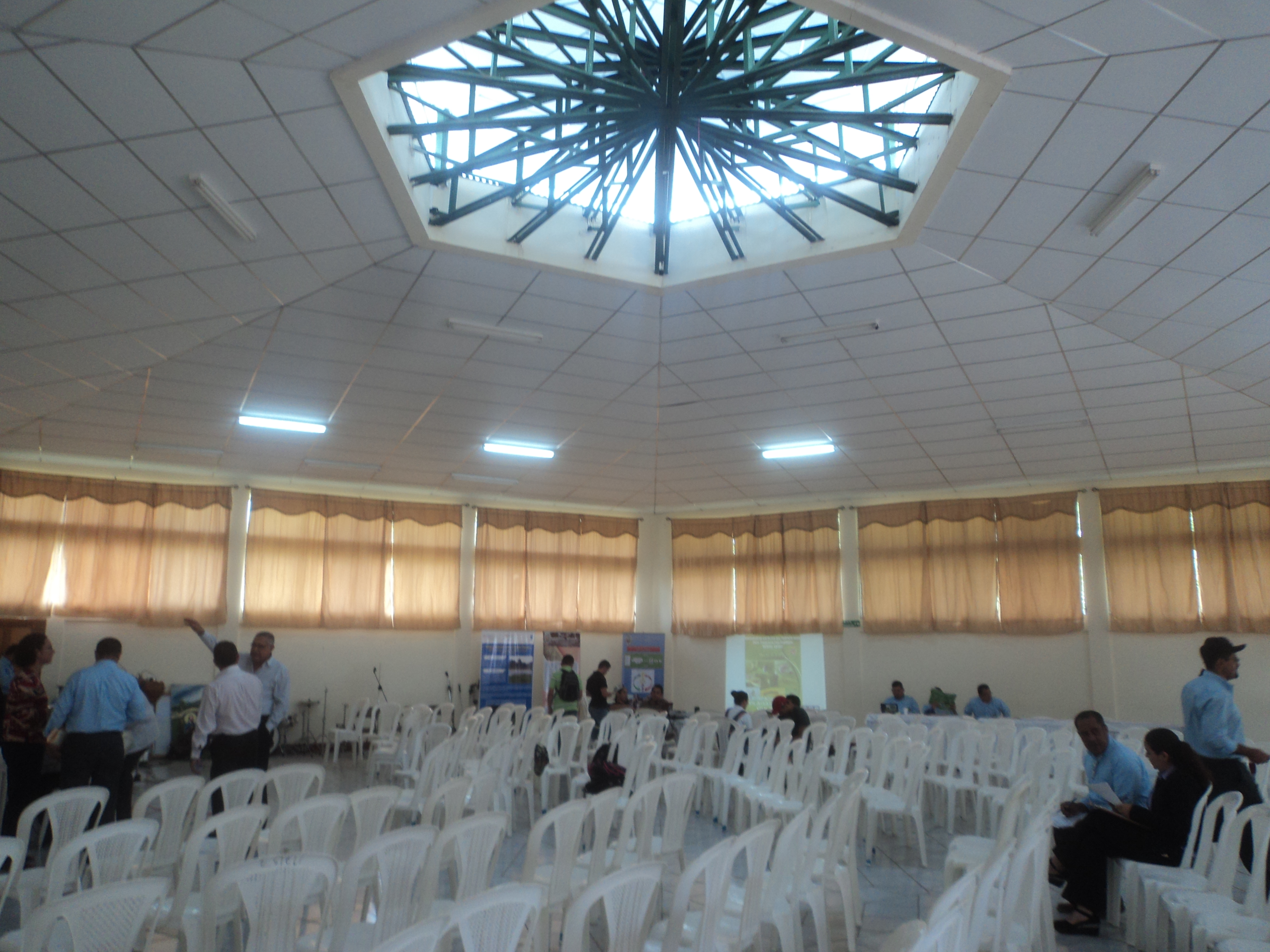
Salón de usos múltiples.
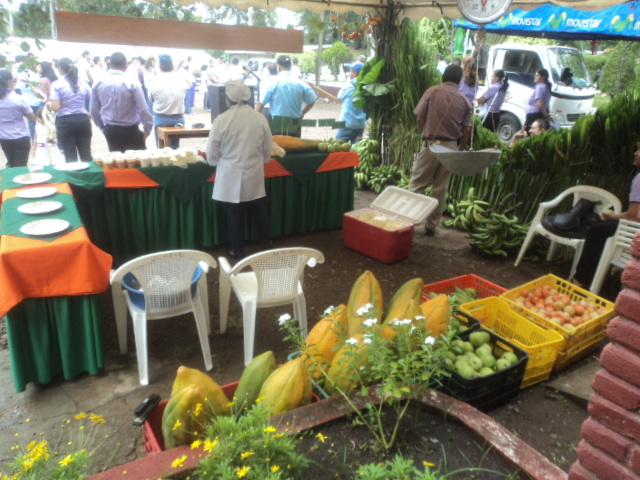
Exposición de productos cosechados en la universidad.
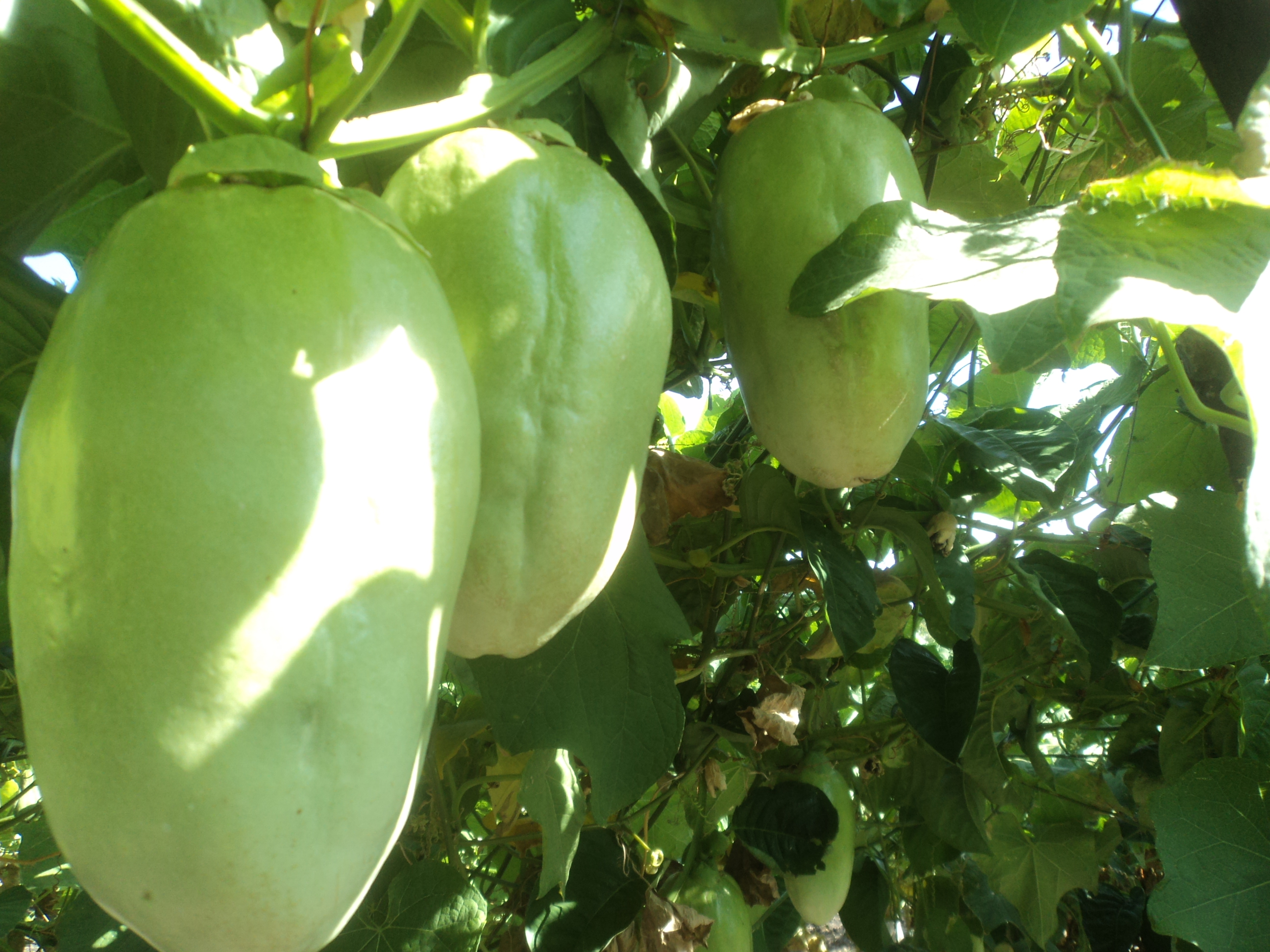
Cultivo de granadilla (Passiflora)
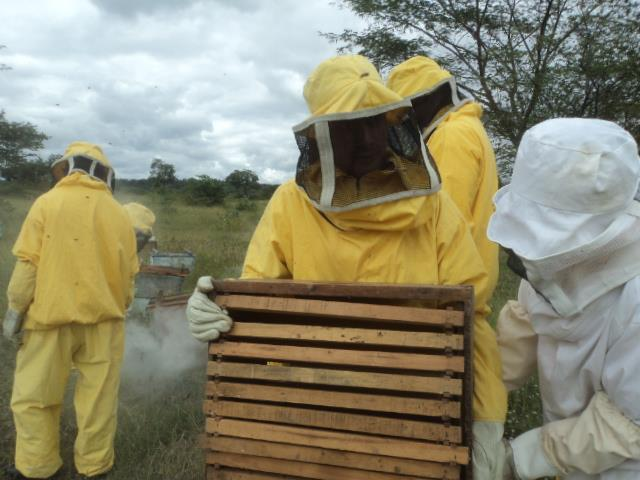
Módulo apícola (Apis mellifera).